# Nessia hickanala
Espèce
Nessia hickanala est une espèce de sauriens de la famille des Scincidae.

## Répartition
Cette espèce est endémique du Sri Lanka.

## Publication originale
- Deraniyagala, 1940 : A new apodal lizard Nessia hickanala, from Ceylon. Proceedings of the Linnean Society of London, vol. 1940, p. 37-39.